# Jesús María Marulanda Botero
Jesús María Marulanda Botero (Sonsón, 24 de diciembre de 1892-Bogotá, 20 de junio de 1973) fue un abogado y político colombiano, que se desempeñó en 3 ocasiones como Ministro de Hacienda y Crédito Público de ese país y 3 veces Gobernador de Antioquia.

## Biografía
Nació a finales de 1892, en Sonsón, hijo de Escolástico Marulanda Arango y de Adelaida Botero Vallejo. Fue sobrino del Monseñor Jesús María Marulanda Arango. Junto con su familia se trasladó a Medellín, donde ingresó al seminario de San Ignacio y luego al colegio del mismo nombre. Tras haber concluido su bachillerato allí, en 1912, ingresó a estudiar Derecho en la Universidad Nacional, en Bogotá. De allí se graduó el 25 de noviembre de 1916.
Fue Secretario de Hacienda de Antioquia, Secretario de Gobierno de Antioquia en 1919, durante la Administración de Pedro Nel Ospina, Jefe de la Policía Departamental de Antioquia y Fiscal del Tribunal Superior de Antioquia. Durante la Presidencia de Pedro Nel Ospina fue Secretario General de la Presidencia y Ministro de Hacienda y Crédito Público en 1924, bajo este mismo gobierno. También en 1924 se convirtió en el primer Superintendente Bancario de Colombia, cuando esta entidad fue creada por recomendación de la Misión Kemmerer. En 1931 fue de nuevo Ministro, bajo la presidencia del liberal Enrique Olaya Herrera.
Fue elegido Representante a la Cámara en 1926 por Caldas, Senador en 1927 y Representante a la Cámara por Antioquia en 1939. Se desempeñó como gobernador de Antioquia de manera interina en 1920 y en dos ocasiones de manera titular en 1922. Fue presidente de la Comisión de Bancos y Asuntos Financieros del Senado.
Ejerció como ministro por última vez en 1958, cuando fue nombrado por la Junta Militar.
Fue miembro de las Juntas Directivas de Avianca y de la Empresa de Teléfonos de Bogotá, además de haber llegado a ser Presidente de la Junta Directiva del Banco de la República en 1953. Fue accionista del Banco Popular de Medellín.